# Lista över avsnitt av Förhäxad
Detta är en avsnittslista över tv-serien Förhäxad, som ursprungligen sändes i CW mellan 7 oktober 1998 och 21 maj 2006.

## Säsonger

### Säsong 1
| Nr | Nr | Titel                                  | Regissör           | Författare                                                     | Sändningsdatum   | Produktionskod |
| --- | -- | -------------------------------------- | ------------------ | -------------------------------------------------------------- | ---------------- | -------------- |
| 1 | 1  | "Something Wicca This Way Comes"       | John T. Kretchmer  | Constance M. Burge                                             | 7 oktober 1998   | 1498704        |
| Something Wicca This Way Comes är det första avsnittet av TV-serien Förhäxad. Avsnittet handlar om hur Phoebe kommer tillbaka till "The Halliwell Manor" efter att ha bott i New York ett tag. Så fort hon kom till San Francisco började en massa konstiga saker att hända, som att "the spirit board" långsamt började flytta pekaren runt och stava till "Vinden". Phoebe bestämmer sig för att se vad som finns uppe på vinden. Men Prue och Piper säger att det är ingen idé, för sedan de flyttade in efter att deras mormor dött, har inte vindsdörren kunnat öppnas, men Phoebe gör ett tappert försök att öppna dörren. Hon går upp men lyckas inte. Hon vänder sig om för att gå ner igen, då vindsdörren långsamt öppnas efter henne. Hon går in, kollar runt lite med ficklampan och ser en kista stå i mitten av rummet och helt plötsligt börjar den lysa av sig själv. Phoebe går fram till kistan och öppnar den och högst upp ligger en tjock bok (Skuggornas Bok). När hon tar upp den och börjar läsa högt börjar hela rummet att lysa. Snart händer konstiga saker med var och en. Piper fryser för första gången en person och Phoebe får en föraning för första gången, och även Prue upptäcker sin förmåga att flytta på saker. Samtidigt dejtar Piper Jeremy, som senare visar sig vara en demon som vill döda dem. Men under kampen mellan de goda och de onda börjar flickorna lära sig lite om sina krafter och sin familj. |    |                                        |                    |                                                                |                  |                |
| 2 | 2  | "I've Got You Under My Skin"           | John T. Kretchmer  | Brad Kern                                                      | 14 oktober 1998  | 4398001        |
| 3 | 3  | "Thank You for Not Morphing"           | Ellen S. Pressman  | Zack Estrin & Chris Levinson                                   | 21 oktober 1998  | 4398003        |
| Systrarnas pappa dyker upp efter 15 års frånvaro och han verkar veta om deras krafter. Dessvärre är han i klorna på tre demoner som kan förändra sitt utseende till vad och vem som helst, från Andy och pappan själv, som vill åt deras krafter genom honom. Systrarna vet inte om de kan lita på sin pappa efter hans frånvaro i deras liv, men till slut bestämmer de sig för att hjälpa honom ur demonernas våld. |    |                                        |                    |                                                                |                  |                |
| 4 | 4  | "Dead Man Dating"                      | Richard Compton    | Javier Grillo-Marxuach                                         | 28 oktober 1998  | 4398005        |
| Phoebe tar jobb som siare på ett hotell för att få ihop pengar till en födelsedagspresent till Prue. Samtidigt blir den nyligen 23-årige japanen Nick mördad av Tony Wong, en vapensmugglare som behöver bli av med sin identitet genom att döda Nick, men blir sedan ett spöke. Han kontaktar systrarna för att få hjälp att bevisa att det inte är han som är död. |    |                                        |                    |                                                                |                  |                |
| 5 | 5  | "Dream Sorcerer"                       | Nick Marck         | Constance M. Burge                                             | 4 november 1998  | 4398002        |
| Phoebe och Piper hittar en kärleksförtrollning i Skuggornas Bok som gör att alla killar de träffar blir intresserade av dem. Samtidigt har en drömforskare, som kan ta sig in i unga kvinnors drömmar som har nobbat honom för att förföra dem och sedan döda dem fått upp, ögonen på Prue. Hon nobbar honom förstås och därför tar han sig in i hennes drömmar, men han lyckas inte döda henne i drömmen. Han ger inte upp, men till slut gör sig Prue av med honom. |    |                                        |                    |                                                                |                  |                |
| 6 | 6  | "The Wedding from Hell"                | Richard Ginty      | Greg Elliot & Michael Perricone                                | 11 november 1998 | 4398004        |
| ASonen i rikemansfamiljen Spencer ska gifta sig, men precis innan bröllopet dyker en gammal vän till mamman familjen upp och förhäxar sonen att gifta sig med henne istället. Sonens tilltänkta brud, Alison, blir förkrossad, men hon är övertygad att sonen ändå älskar henne. Pipers restaurang caterar bröllopet och naturligtvis ställer hon och systrarna upp för att hjälpa Alison, när det också visar sig att mammans bekanta är ett monster som vill bli befruktad. |    |                                        |                    |                                                                |                  |                |
| 7 | 7  | "The Fourth Sister"                    | Gilbert Adler      | Edithe Swensen                                                 | 18 november 1998 | 4398006        |
| Sonen i rikemansfamiljen Spencer ska gifta sig men precis innan bröllopet dyker en gammal vän till mamman familjen upp och förhäxar sonen att gifta sig med henne istället. Sonens tilltänkta brud, Alison; blir förkrossad men hon är övertygad att sonen ändå älskar henne. Pipers restaurang caterar bröllopet och naturligtvis ställer hon och systrarna upp att hjälpa Alison när det också visar sig att mammans bekanta är ett monster som vill bli befruktad. |    |                                        |                    |                                                                |                  |                |
| 8 | 8  | "The Truth is Out There… and It Hurts" | James A. Contner   | Zack Estrin & Chris Levinson                                   | 25 november 1998 | 4398007        |
| Prue läser en formel som gör att hon får reda på sanningen från andra i 24 timmar. Men vad hon inte vet att hon Phoebe och Piper också är i huset när hon läser formeln. Så nu kan de fråga ut folk. Prue säger till Andy att hon är häxa och vad han tycker om det..men hon får inte höra det svaret hon vill.. |    |                                        |                    |                                                                |                  |                |
| 9 | 9  | "The Witch Is Back"                    | Richard Denault    | Sheryl J. Anderson                                             | 16 december 1998 | 4398008        |
| Systrarna läser en formel som gör att Melinda Warren kommer till dem. Melinda är den första Halliwell-häxan. Tillsammans ska de utplåna Melindas före detta man, som lurade henne för länge sedan, men som Melinda stängde in i en berlock, fast Prue råkar öppna det utan sin vetenskap om vad som finns där inne. |    |                                        |                    |                                                                |                  |                |
| 10 | 10 | "Wicca Envy"                           | Mel Damski         | Brad Kern & Sheryl J. Anderson                                 | 13 januari 1999  | 4398009        |
| Prues chef och hans närmsta arbetsbiträde visar sig vara två demoner som vill åt systrarna Halliwells krafter men istället för att använda sina krafter sätter de dit Prue för att kunna sära på systrarna och sedan döda dem. |    |                                        |                    |                                                                |                  |                |
| 11 | 11 | "Feats of Clay"                        | Kevin Inch         | Michael Perricone & Greg Elliot & Chris Levinson & Zack Estrin | 20 januari 1999  | 4398010        |
| En av Phoebes f.d. pojkvänner Clay kommer till stan. Problemet är att han och tre vänner har stulit en urna som bevakas av en Cleopatra-liknande beskyddare och efter att ha eliminerat de två vännerna är hon ute efter honom. Han försöker därför att bli av med urnan genom att få Prue att sälja den på Bucklands. |    |                                        |                    |                                                                |                  |                |
| 12 | 12 | "The Wendigo"                          | James L. Conway    | Edithe Swensen                                                 | 3 februari 1999  | 4398011        |
| Pipers bil går sönder när hon är i en park, och hon är ensam. Då kommer det en Wendigo som jagar henne. Hon blir räddad av en man, som har jagat odjuret sedan odjuret dödade hans fru. Fast Piper har blivit riven av odjuret, så det dröjer inte länge innan hon själv blir ett odjur. |    |                                        |                    |                                                                |                  |                |
| 13 | 13 | "From Fear to Eternity"                | Les Sheldon        | Tony Blake & Paul Jackson                                      | 10 februari 1999 | 4398012        |
| Barbas, den värsta demonen som tar fram en persons rädslor, har kommit på jorden. Om han eliminerar 13 häxor innan midnatt så får han stanna kvar på jorden. Annars skickas han tillbaks till helvetet och systrarna står med på hans lista.. Prues rädsla är att drunkna. Pipers rädsla är hissar. Phoebes rädsla är att förlora en syster. |    |                                        |                    |                                                                |                  |                |
| 14 | 14 | "Secrets and Guys"                     | James A. Contner   | Constance M. Burge & Sheryl J. Anderson                        | 17 februari 1999 | 4398013        |
| Phoebe får reda på att Leo är en ledsagare och har svårt att hålla tyst om det. Samtidigt har en pojke som heter Max blivit kidnappad av två skumma män som vill utnyttja hans magiska förmåga att sätta elektroniska instrument ur spel för att göra inbrott och Prue kommer av en slump männen på spåret. |    |                                        |                    |                                                                |                  |                |
| 15 | 15 | "Is There a Woogy in the House?"       | John T. Kretchmer  | Zack Estrin & Chris Levinson                                   | 24 februari 1999 | 4398014        |
| Efter en jordbävning börjar mörka krafter träda i kraft i systrarna Halliwells hus och samtidigt ska Prue ha en affärsmiddag hemma. |    |                                        |                    |                                                                |                  |                |
| 16 | 16 | "Which Prue is It, Anyway?"            | John Behring       | Javier Grillo-Marxuach                                         | 3 mars 1999      | 4398015        |
| Phoebe får ett varsel där hon ser Prues död. Därför läser Prue en formel som ska göra henne tre gånger starkare. Men istället trollar hon fram tre till Prue. Så det blir the power of three prues, will makes us stronger than you. |    |                                        |                    |                                                                |                  |                |
| 17 | 17 | "That '70s Episode"                    | Richard Denault    | Sheryl J. Anderson                                             | 7 april 1999     | 4398016        |
| Varje år kommer Nicholaus, en vän till systrarnas numera döda mormor, med blommor till mormodern. Det gör han i år igen men när han inser att de har fått sina häxkrafter så visar han sig vara en demon som vill åt systrarnas krafter. Då de inte kan använda sina krafter på honom måste de åka tillbaka till sin barndom, närmare bestämt på 70-talet, för att upplösa en pakt som deras mamma gjort med Nicholaus för att skydda systrarna från honom. Det innebär att de möter sig själva som barn och sin döda mamma och mormor som också är häxor. |    |                                        |                    |                                                                |                  |                |
| 18 | 18 | "When Bad Warlocks Go Good"            | Kevin Inch         | Edithe Swensen                                                 | 28 april 1999    | 4398017        |
| När Piper ska leverera varor till en kyrka blir hon och systrarna vittne till en uppgörelse i en demonfamilj där de två bröderna Conrad och Gerard vill få deras halvbror Brendan, som är hälften dödlig hälften demon, att gå över på den mörka demonsidan och systrarna ställer självklart upp och hjälper Brendan. |    |                                        |                    |                                                                |                  |                |
| 19 | 19 | "Out of Sight"                         | Craig Zisk         | Tony Blake & Paul Jackson                                      | 5 maj 1999       | 4398018        |
| När Piper ska leverera varor till en kyrka blir hon och systrarna vittne till en uppgörelse i en demonfamilj där de två bröderna Conrad och Gerard vill få deras halvbror Brendan, som är hälften dödlig hälften demon, att gå över på den mörka demonsidan och systrarna ställer självklart upp och hjälper Brendan. |    |                                        |                    |                                                                |                  |                |
| 20 | 20 | "The Power of Two"                     | Elodie Keene       | Brad Kern                                                      | 12 maj 1999      | 4398019        |
| Piper åker till Hawaii och lämnar Prue och Phoebe ensamma, Phoebe får ett varsel om att Piper kommer att missa planet. Prue lägger allt ansvar på Phoebe. Sedan ringer Marianne. Phoebe har glömt bort att han ska till Alcatraz, hon släpper sina ärenden och åker dit istället. På fängelset där de går rundturen ser Phoebe en av fångarna som bodde på Alcatraz som blivit ett spöke heter Jackson Ward. Ward dödar alla som var där när han åtalades. |    |                                        |                    |                                                                |                  |                |
| 21 | 21 | "Love Hurts"                           | James Whitmore Jr. | Chris Levinson & Zack Estrin & Javier Grillo-Marxuach          | 19 maj 1999      | 4398020        |
| Leo hjälper en av sina skyddslingar från ett "mörkerväsen" (darklighter) som har blivit förälskad i henne. Men mörkerväsendet lyckas att skjuta en av sina giftpilar från sitt armborst som träffar Leo i axeln. Han projicerar hem till Prue, Piper och Phoebe, det är då som de får reda på att han är deras ledsagare. Piper, som är förälskad i Leo, försöker att hitta en formel som kan göra honom frisk till slut hittar hon en formel som gör att man kan byta krafter med varandra men det blir inte bara Piper och Leo som byter krafter. Utan Phoebe och Prue gör det också. Så när alla har någon annans kraft så blir det att lära sig sina krafter från början igen. Men Leo dör innan Piper lär sig hur hon ska hela honom. Det sista som Leo säger är "Jag älskar dig". Det är en ledtråd och när Piper säger det tillbaka så kan hon hela honom. Det är först då som de blir ett par. |    |                                        |                    |                                                                |                  |                |
| 22 | 22 | "Deja Vu All Over Again"               | Les Sheldon        | Brad Kern & Constance M. Burge                                 | 26 maj 1999      | 4398021        |
| Två demoner hjälps åt för att ta systrarna Halliwells liv, den ena kan manipulera tiden och den andra har en dödligs utseende för att kunna lura systrarna och varje gång han misslyckas så ändrar den andre demonen tiden tillbaka. Det slutar med att systrarna får offra en som de håller mycket nära för att fortsätta tiden gå. |    |                                        |                    |                                                                |                  |                |

### Säsong 2
| Nr | Nr | Titel                                  | Regissör           | Författare                               | Sändningsdatum    | Produktionskod |
| --- | -- | -------------------------------------- | ------------------ | ---------------------------------------- | ----------------- | -------------- |
| 23 | 1  | "Witch Trial"                          | Craig Zisk         | Brad Kern                                | 30 september 1999 | 4399022        |
| 24 | 2  | "Morality Bites"                       | John Behring       | Chris Levinson & Zack Estrin             | 7 oktober 1999    | 4399025        |
| Morality Bites, Phoebe får ett varsel där hon ser att i framtiden blir hon bränd på bål. Direkt efter reser Systrarna till den tiden och får reda på mer än de ville. Piper har en dotter och är skild med Leo. Prue äger Bucklands världen över. Medan Phoebe är fängslad för att hon använde sin kraft för att döda en människa, som hämnd.                                                  |    |                                        |                    |                                          |                   |                |
| 25 | 3  | "The Painted World"                    | Kevin Inch         | Constance M. Burge                       | 14 oktober 1999   | 4399023        |
| I The Painted World undersöker Prue en tavla på sitt kontor i Bucklands, men samtidigt så ser hon att det finns en dold text på tavlan. Hon läser texten och blir insugen i tavlan. Piper hittar tavlan senare på Prues kontor och hon ser också texten. Tillsammans är de fast i tavlan med en man. Phoebe läser en formel som gör henne intelligent i 24 timmar.                             |    |                                        |                    |                                          |                   |                |
| 26 | 4  | "The Devil's Music"                    | Richard Compton    | David Simkins                            | 21 oktober 1999   | 4399024        |
| Systrarna har startat en nattklubb men de har svårt att få dit folk. Då dyker bandet Dishwallas manager Carlton upp och lovar en spelning på P3. Men problemet är att Carlton har ingått en pakt med demonen Maselin att ge honom unga flickor så han kan hålla sig vid liv, och när Dans systerdotter Jenny blir deras nästa offer måste systrarna rycka in även om spelningen blir inställd. |    |                                        |                    |                                          |                   |                |
| 27 | 5  | "She's a Man, Baby, a Man!"            | Martha Mitchell    | Javier Grillo-Marxuach                   | 4 november 1999   | 4399026        |
| 28 | 6  | "That Old Black Magic"                 | James L. Conway    | Valerie Mayhew & Vivian Mayhew           | 11 november 1999  | 4399027        |
| Under en liten personlig expedition blir en uråldrig gammal och farlig häxmästarinna, Tuatha, frisläppt och när hennes trollstav hamnar på Prues skrivbord så måste hon och systrarna hitta den utvalde, en 15-årig kille vid namn Kevin, som är den enda som kan fördriva Tuatha för alltid. Det blir inte lätt då han är ytterst motvillig till att hjälpa dem och inte tror på sig själv.   |    |                                        |                    |                                          |                   |                |
| 29 | 7  | "They're Everywhere"                   | Mel Damski         | Sheryl J. Anderson                       | 18 november 1999  | 4399028        |
| 30 | 8  | "P3 H2O"                               | John Behring       | Chris Levinson & Zack Estrin             | 9 december 1999   | 4399029        |
| 31 | 9  | "Ms. Hellfire"                         | Craig Zisk         | Sheryl J. Anderson & Constance M. Burge  | 13 januari 2000   | 4399030        |
| 32 | 10 | "Heartbreak City"                      | Michael Zinberg    | David Simkins                            | 20 januari 2000   | 4399031        |
| 33 | 11 | "Reckless Abandon"                     | Craig Zisk         | Javier Grillo-Marxuach                   | 27 januari 2000   | 4399032        |
| 34 | 12 | "Awakened"                             | Anson Williams     | Valerie Mayhew & Vivian Mayhew           | 3 februari 2000   | 4399033        |
| 35 | 13 | "Animal Pragmatism"                    | Don Kurt           | Chris Levinson & Zack Estrin             | 10 februari 2000  | 4399034        |
| 36 | 14 | "Pardon My Past"                       | John Paré          | Michael Gleason                          | 17 februari 2000  | 4399035        |
| 37 | 15 | "Give Me a Sign"                       | James A. Contner   | Sheryl J. Anderson                       | 24 februari 2000  | 4399036        |
| 38 | 16 | "Murphy's Luck"                        | John Behring       | David Simkins                            | 30 mars 2000      | 4399037        |
| 39 | 17 | "How to Make a Quilt Out of Americans" | Kevin Inch         | Javier Grillo-Marxuach & Robert Masello  | 6 april 2000      | 4399038        |
| 40 | 18 | "Chick Flick"                          | Michael Schultz    | Zack Estrin & Chris Levinson             | 20 april 2000     | 4399039        |
| 41 | 19 | "Ex Libris"                            | Joel J. Feigenbaum | Peter Chomsky & Brad Kern                | 27 april 2000     | 4399040        |
| 42 | 20 | "Astral Monkey"                        | Craig Zisk         | David Simkins & Constance M. Burge       | 4 maj 2000        | 4399041        |
| 43 | 21 | "Apocalypse Not"                       | Michael Zinberg    | Sanford Golden & Sheryl J. Anderson      | 11 maj 2000       | 4399042        |
| 44 | 22 | "Be Careful What You Witch For"        | Shannen Doherty    | Chris Levinson & Zack Estrin & Brad Kern | 18 maj 2000       | 4399043        |

### Säsong 3
| Nr | Nr | Titel                                 | Regissör           | Författare                                    | Sändningsdatum   | Produktionskod |
| -- | -- | ------------------------------------- | ------------------ | --------------------------------------------- | ---------------- | -------------- |
| 45 | 1  | "The Honeymoon's Over"                | Jim Conway         | Brad Kern                                     | 5 oktober 2000   | 4300045        |
| 46 | 2  | "Magic Hour"                          | John Behring       | Zack Estrin & Chris Levinson                  | 12 oktober 2000  | 4300046        |
| 47 | 3  | "Once Upon a Time"                    | Joel J. Feigenbaum | Krista Vernoff                                | 19 oktober 2000  | 4300047        |
| 48 | 4  | "All Halliwell's Eve"                 | Anson Williams     | Sheryl J. Anderson                            | 26 oktober 2000  | 4300048        |
| 49 | 5  | "Sight Unseen"                        | Perry Lang         | William Schmidt                               | 2 november 2000  | 4300049        |
| 50 | 6  | "Primrose Empath"                     | Mel Damski         | Daniel Cerone                                 | 9 november 2000  | 4300051        |
| 51 | 7  | "Power Outage"                        | Craig Zisk         | Monica Breen & Alison Schapker                | 16 november 2000 | 4300050        |
| 52 | 8  | "Sleuthing with the Enemy"            | Noel Nosseck       | Peter Hume                                    | 14 december 2000 | 4300052        |
| 53 | 9  | "Coyote Piper"                        | Chris Long         | Krista Vernoff                                | 11 januari 2001  | 4300053        |
| 54 | 10 | "We All Scream for Ice Cream"         | Allan Kroeker      | Chris Levinson & Zack Estrin                  | 18 januari 2001  | 4300054        |
| 55 | 11 | "Blinded by the Whitelighter"         | David Straiton     | Nell Scovell                                  | 25 januari 2001  | 4300055        |
| 56 | 12 | "Wrestling with Demons"               | Joel J. Feigenbaum | Sheryl J. Anderson                            | 1 februari 2001  | 4300056        |
| 57 | 13 | "Bride and Gloom"                     | Chris Long         | William Schmidt                               | 8 februari 2001  | 4300057        |
| 58 | 14 | "The Good, the Bad and the Cursed"    | Shannen Doherty    | Monica Breen & Alison Schapker                | 15 februari 2001 | 4300058        |
| 59 | 15 | "Just Harried"                        | Mel Damski         | Daniel Cerone                                 | 22 februari 2001 | 4300059        |
| 60 | 16 | "Death Takes a Halliwell"             | Jon Pare           | Krista Vernoff                                | 15 mars 2001     | 4300060        |
| 61 | 17 | "Pre-Witched"                         | David Straiton     | Chris Levinson &Zack Estrin                   | 22 mars 2001     | 4300061        |
| 62 | 18 | "Sin Francisco"                       | Joel J. Feigenbaum | Nell Scovell                                  | 19 april 2001    | 4300062        |
| 63 | 19 | "The Demon Who Came in from the Cold" | Anson Williams     | Sheryl J. Anderson                            | 26 april 2001    | 4300063        |
| 64 | 20 | "Exit Strategy"                       | Joel J. Feigenbaum | Peter Hume & Daniel Cerone                    | 3 maj 2001       | 4300064        |
| 65 | 21 | "Look Who's Barking"                  | John Behring       | Monica Breen & Alison Schapker & Curtis Kheel | 10 maj 2001      | 4300065        |
| 66 | 22 | "All Hell Breaks Loose"               | Shannen Doherty    | Brad Kern                                     | 17 maj 2001      | 4300066        |

### Säsong 4
| Nr | Nr | Titel                         | Regissör            | Författare                                | Sändningsdatum   | Produktionskod |
| -- | -- | ----------------------------- | ------------------- | ----------------------------------------- | ---------------- | -------------- |
| 67 | 1  | "Charmed Again (Part 1)"      | Mel Damski          | Brad Kern                                 | 4 oktober 2001   | 4301801        |
| 68 | 2  | "Charmed Again (Part 2)"      | Mel Damski          | Brad Kern                                 | 4 oktober 2001   | 4301801        |
| 69 | 3  | "Hell Hath No Fury"           | Chris Long          | Krista Vernoff                            | 11 oktober 2001  | 4301069        |
| 70 | 4  | "Enter the Demon"             | Joel J. Feigenbaum  | Daniel Cerone                             | 18 oktober 2001  | 4301071        |
| 71 | 5  | "Size Matters"                | Noel Nosseck        | Nell Scovell                              | 25 oktober 2001  | 4301070        |
| 72 | 6  | "A Knight to Remember"        | David Straiton      | Alison Schapker & Monica Breen            | 1 november 2001  | 4301072        |
| 73 | 7  | "Brain Drain"                 | John Behring        | Curtis Kheel                              | 8 november 2001  | 4301073        |
| 74 | 8  | "Black as Cole"               | Les Landau          | Abbey Campbell & Brad Kern & Nell Scovell | 15 november 2001 | 4301074        |
| 75 | 9  | "Muse to My Ears"             | Joel J. Feigenbaum  | Krista Vernoff                            | 13 december 2001 | 4301075        |
| 76 | 10 | "A Paige from the Past"       | James L. Conway     | Daniel Cerone                             | 17 januari 2002  | 4301076        |
| 77 | 11 | "Trial by Magic"              | Chip Scott Laughlin | Michael Gleason                           | 24 januari 2002  | 4301077        |
| 78 | 12 | "Lost and Bound"              | Noel Nosseck        | Nell Scovell                              | 31 januari 2002  | 4301078        |
| 79 | 13 | "Charmed and Dangerous"       | Jon Pare            | Alison Schapker & Monica Breen            | 7 februari 2002  | 4301079        |
| 80 | 14 | "The Three Faces of Phoebe"   | Joel J. Feigenbaum  | Curtis Kheel                              | 14 februari 2002 | 4301080        |
| 81 | 15 | "Marry-Go-Round"              | Chris Long          | Daniel Cerone                             | 14 mars 2002     | 4301081        |
| 82 | 16 | "The Fifth Halliwheel"        | David Straiton      | Krista Vernoff                            | 21 mars 2002     | 4301082        |
| 83 | 17 | "Saving Private Leo"          | John Behring        | Daniel Cerone & Doug E. Jones             | 28 mars 2002     | 4301083        |
| 84 | 18 | "Bite Me"                     | John T. Kretchmer   | Curtis Kheel                              | 18 april 2002    | 4301084        |
| 85 | 19 | "We're Off to See the Wizard" | Timothy Lonsdale    | Alison Schapker & Monica Breen            | 25 april 2002    | 4301085        |
| 86 | 20 | "Long Live the Queen"         | Jon Paré            | Krista Vernoff                            | 2 maj 2002       | 4301086        |
| 87 | 21 | "Womb Raider"                 | Mel Damski          | Daniel Cerone                             | 9 maj 2002       | 4301087        |
| 88 | 22 | "Witch Way Now?"              | Brad Kern           | Brad Kern                                 | 16 maj 2002      | 4301088        |

### Säsong 5
| 1  | A Witch's Tail, Part One       | 22 september 2002 |
| 2  | A Witch's Tail, Part Two       | 22 september 2002 |
| 3  | Happily Ever After             | 29 september 2002 |
| 4  | Siren Song                     | 6 oktober 2002    |
| 5  | Witches in Tights              | 13 oktober 2002   |
| 6  | The Eyes Have It               | 20 oktober 2002   |
| 7  | Sympathy For The Demon         | 3 november 2002   |
| 8  | A Witch in Time                | 10 november 2002  |
| 9  | Sam, I am                      | 17 november 2002  |
| 10 | Y Tu Mummy Tambien             | 5 januari 2003    |
| 11 | The Importants of Being Phoebe | 12 januari 2003   |
| 12 | Centennial Charmed             | 19 januari 2003   |
| 13 | House call                     | 2 februari 2003   |
| 14 | Sand Francisco Dreamin'        | 9 februari 2003   |
| 15 | The Day The Magic Died         | 16 februari 2003  |
| 16 | Baby's First Demon             | 30 mars 2003      |
| 17 | Lucky Charmed                  | 6 april 2003      |
| 18 | Cat House                      | 13 april 2003     |
| 19 | Nymphs Just Want To Have Fun   | 20 april 2003     |
| 20 | Sense And Sense Ability        | 27 april 2003     |
| 21 | Necromancing the Stone         | 4 maj 2003        |
| 22 | Oh My Goddess                  | 11 maj 2003       |

### Säsong 6
| Nr | Avsnitt                                   | Sändningsdatum i  |
| -- | ----------------------------------------- | ----------------- |
| 1  | Valhalley of the Dolls                    | 28 september 2003 |
| 2  | Forget Me...Not                           | 5 oktober 2003    |
| 3  | The Power of the Three Blondes            | 12 oktober 2003   |
| 4  | Love's a Witch                            | 19 oktober 2003   |
| 5  | My Three Witches                          | 26 oktober 2003   |
| 6  | Soul Survivor                             | 2 november 2003   |
| 7  | Sword And The City                        | 9 november 2003   |
| 8  | Little Monsters                           | 16 november 2003  |
| 9  | Chris – Crossed                           | 23 november 2003  |
| 10 | Witchstock                                | 11 januari 2004   |
| 11 | Prince Charmed                            | 18 januari 2004   |
| 12 | Used Karma                                | 25 januari 2004   |
| 13 | The Legend Of Sleepy Halliwell            | 8 februari 2004   |
| 14 | I Dream of Phoebe                         | 15 februari 2004  |
| 15 | The Courtship Of Wyatt's Father           | 22 februari 2004  |
| 16 | Hyde School Reunion                       | 14 mars 2004      |
| 17 | Spin City                                 | 18 april 2004     |
| 18 | Crimes and Witch - Demeanors              | 25 april 2004     |
| 19 | A Wrong Day's Journey Into Right          | 2 maj 2004        |
| 20 | Witch Wars                                | 9 maj 2004        |
| 21 | It's A Bad, Bad, Bad, Bad World, Part One | 16 maj 2004       |
| 22 | It's A Bad, Bad, Bad, Bad World, Part Two | 16 maj 2004       |

### Säsong 7
| Nr | Avsnitt                         | Sändningsdatum i USA |
| -- | ------------------------------- | -------------------- |
| 1  | A Call To Arms                  | 12 september 2004    |
| 2  | The Bare Witch Project          | 19 september 2004    |
| 3  | Cheaper By The Coven            | 26 september 2004    |
| 4  | Charrrmed!                      | 3 oktober 2004       |
| 5  | Styx Feet Under                 | 10 oktober 2004      |
| 6  | Once In A Blue Moon             | 17 oktober 2004      |
| 7  | Someone To Witch Over Me        | 31 oktober 2004      |
| 8  | Charmed Noir                    | 14 november 2004     |
| 9  | There's Something About Leo     | 21 november 2004     |
| 10 | Witchness Protection            | 28 november 2004     |
| 11 | Ordinary Witches                | 16 januari 2005      |
| 12 | Extreme Makeover: World Edition | 23 januari 2005      |
| 13 | Charmageddon                    | 30 januari 2005      |
| 14 | Carpe Demon                     | 13 februari 2005     |
| 15 | Show Ghouls                     | 20 februari 2005     |
| 16 | The Seven Year Witch            | 10 april 2005        |
| 17 | Scry Hard                       | 17 april 2005        |
| 18 | Little Box Of Horrors           | 24 april 2005        |
| 19 | Freaky Phoebe                   | 1 maj 2005           |
| 20 | Imaginary Friends               | 8 maj 2005           |
| 21 | Death Becomes Them              | 15 maj 2005          |
| 22 | Something Wicca This Way Goes   | 22 maj 2005          |

### Säsong 8
| Nr | Avsnitt                        | Sändningsdatum i USA |
| -- | ------------------------------ | --- |
| 1  | Still Charmed & Kicking        | 25 september 2005 |
| 2  | Malice in Wonderland           | 2 oktober 2005 |
| 3  | Run, Piper, Run                | 9 oktober 2005 |
| 4  | Desperate Housewitches         | 16 oktober 2005 |
| 5  | Rewitched                      | 23 oktober 2005 |
| 6  | Kill Billie: Vol. 1            | 30 oktober 2005 |
| 7  | The Lost Picture Show          | 6 november 2005 |
| 8  | Battle oh the Hexes            | 13 november 2005 |
| 9  | Hulkus Pocus                   | 20 november 2005 |
| 10 | Vaya con Leos                  | 27 november 2005 |
| 11 | Mr. & Mrs. Witch               | 8 januari 2006 |
| 12 | Payback's a Witch              | 15 januari 2006 |
| 13 | Repo Manor                     | 22 januari 2006 |
| 14 | 12 Angry Zen                   | 12 februari 2006 |
| 15 | The Last Temptation of Christy | 19 februari 2006 |
| 16 | Engaged and Confused           | 26 februari 2006 |
| 17 | Generation Hex                 | 16 april 2006 |
| 18 | The Torn Identity              | 23 april 2006 |
| 19 | The Jung and the Restless      | 30 april 2006 |
| 20 | Gone with the Witches          | 7 maj 2006 |
| 21 | Kill Billie: Vol. 2            | 14 maj 2006 |
| 22 | Forever Charmed                | 21 maj 2006 Piper och Leo tar hjälp av Coops ring för att resa tillbaka i tiden för att förhindra att hennes systrar dör. Billie använder sina krafter för att göra samma sak. |

### Fotnoter
1. ↑  ”Charmed” (på engelska). TV.Com. Arkiverad från originalet den 18 januari 2017. https://web.archive.org/web/20170118065105/http://www.tv.com/shows/charmed/. Läst 25 januari 2017.